# ماري نيوبري آدمز
ماري نيوبري آدمز (بالإنجليزية: Mary Newbury Adams)‏ من مواليد 17 أكتوبر عام 1837 – 5 أغسطس عام 1901 في الولايات المتحدة، ناشطة نسوية وداعية تربوية. اشتُهرت بكونها ناشطة اجتماعية وسياسية، ساعدت في تأسيس منظمة آيوا لاتحاد الأندية النسوية ومنظمة آيوا في الشمال. ورد اسمها ضمن تصنيفات قاعة الشهرة الوطنية للمرأة الخاصة بمنظمة آيوا عام 1981.

## حياتها المهنية
اشتُهرت آدمز بكونها من المتعلمين الشغوفين والمثابرين إذ كانت تبحث عن أماكن للحوار العام والتعليم والتربية أينما ذهبت. تركز جزء كبير من عملها على تعليم المرأة وكيفية اغتنامها للفرص. عبَّرت عن رفضها لفكرة أن المرأة ينبغي وضعها في أدوار معينة متمثلة بالابنة أو الأخت أو الزوجة أو الأم. أعربت عن وجهة نظرها بأن المرأة لعبت دورًا أساسيًا في تنمية الحضارة وأنها متساوية مع الرجل؛ انضمت آدمز إلى مجموعة ناشطات نسويات أخريات لدعم مبدأ المساواة بين الجنسين.

### نادي دوبوك للمحادثة
في عام 1868 أنشأت آدمز نادي المحادثة في دوبوك، وهو نادي للدراسة يهدف لدعم التعليم المتبادل بين أعضائها حول مجموعة واسعة من المواضيع. عقدت اجتماعات في منازل أعضاء النادي، ما سمح للنساء اللاتي لديهن أطفال صغار بالحضور والمشاركة.

### جمعية النهوض بالمرأة
في هذا الوقت، أُنشئ عدد من الجمعيات والمنظمات المماثلة في جميع أنحاء الدولة، وفي عام 1873، وأنشأت ماريا ميتشل جمعية النهوض بالمرأة. بدأت هذه الجمعيات العمل بهدف الجمع بين بعضها البعض والتوعية بشأن مواضيع متعدة، ولكنها سرعان ما تحولت هذه الجمعيات إلى أماكن تمكنت فيها المرأة من كسب الشجاعة والجرأة للتحدث أمام الجمهور والتعبير عن آرائها بشكل حرّ وصريح.
مع الدعم الذي تلقته من خلال عملها المنظم على المستوى المحلي، عُيّنت آدمز لمنصب النائب لرئيس المنظمة عام 1875. في السنوات التالية، أصبحت عضوًا فعالًا داخل المنظمة، إذ عملت على المساهمة بتنسيق الخطابات في المؤتمرات والتواصل مع الجمعيات المحلية الأخرى التي يجري إنشاؤها.

### الخطابة
بدأت آدامز في المشاركة بالخطابات العامة عام 1867. تمحورت خطاباتها تلك على مساهمات المرأة وقوتها. وأعربت عن رأيها بالحاجة لكي تشعر المرأة بتمكينها وقوة دورها إذ أنها تحتاج إلى المعرفة والنظر إلى تاريخ مساهمة المرأة. وفي عام 1868، سلَّمت خطاب البدء في جامعة لومبارد، الذي ربما كان المرة الأولى التي تتمكن فيها المرأة من التحدث أمام الجامعة.

## حركة حقوق المرأة
في عام 1869، قدمت صحيفة دوبوك تايمز وظيفة لآدمز لتغطية اجتماع الناشطات النسويات في غالينا، إلينوي، التي تديرها اليزابيث كادي ستانتون وسوزان أنتوني. أُعجبت آدمز برسالة الاجتماع، وبعد ذلك ساعدت في تأسيس منظمة آيوا في الشمال. من خلال هذه المنظمة، أيّدت آدمز النساء الأخريات في الولاية اللاتي كن مهتمات بحصولهن على حق الاقتراع. كونها مرتبطة بالحركة الوطنية، أصبحت آدمز عضوًا في المجلس الوطني للمرأة التابع لمجلس الوزراء. استمرت آدمز بإلقاء الخطابات العامة وسافرت كثيرًا في السنوات الأخيرة من حياتها، بما في ذلك احتفال ستانتون بعيد ميلادها الثمانين في مدينة نيويورك عام 1895 ومعرض كولومبوس عام 1893 في شيكاغو وفي اجتماع الجمعية الأمريكية الوطنية للناشطات النسويات.
إلى جانب نساء أخريات في حركة المطالبة بحق الاقتراع، أرست آدمز الأساس الذي خرج منه جيل جديد من النساء اللاتي كافحن لمبدأ المساواة بين الجنسين وحاربن من أجل حصولهن على حق الاقتراع. أثناء وجودها بين أعضاء الحركة الوطنية، عبَّرت آدامز عن فكرة تعليم المرأة الذي يُعتبر أكثر أهمية من إعطائها الحق في الاقتراع، فدون التعليم ستكون المرأة مجرد دمية بين أيدي رجال الدين. لكن ارتباطها مع الآخرين في حركة الاقتراع، غيّر وجهات نظرها حول أهمية حصول المرأة على حقها في الاقتراع، وبدأت حينها باعتبار حق المرأة بالاقتراع حقًا أساسيًا وجوهريًا. خلال السنوات اللاحقة، سافرت بشكل مكثف وألقت عدة خطابات في الاجتماعات وكتبت بشكل كبير عن المساواة بين الجنسين.